# Typhochrestus sireti
Typhochrestus sireti là một loài nhện trong họ Linyphiidae.
Loài này thuộc chi Typhochrestus. Typhochrestus sireti được Robert Bosmans miêu tả năm 2008.